# 한봉덕
한봉덕(韓奉德, 스웨덴어: Ben Hahn, 독일어: Ben Hahn, 튀르키예어: Ben Hahn, 핀란드어: Ben Hahn, 영어: Harrie Hahn, 스페인어: Bernardo Hahn, 프랑스어: Bernard Hanne, 이탈리아어: Bernardo Hahn, 포르투갈어: Denis Rahnn, 네덜란드어: Bernardo Hahn, 1924년 ~ 1997년 7월 17일)은 스웨덴 시민권을 취득한 대한민국 출신의 서양화가이며 조각가이다.

## 생애
본관은 청주(淸州)이고 호(號)는 노석(老石)이며 평안북도 영변 출생이다. 1945년 서양화가로 화단에 첫 등단하였고 평안남도 평양에서 교편을 잡다가 1951년 1·4 후퇴 때 월남하였고 같은 해에 서울 동양백화점에서 전시회를 개최하였다. 김병기(金秉期), 김영주(金永周) 등과 함께 조선일보사 주최 현대작가초대전을 조직하였다. 현대작가초대전은 김창렬, 박서보 등의 신세대 미술작가들이 참여하였고 한봉덕 자신도 추상표현주의작품을 출품하였다. 1968년부터 1971년까지 서울 보문사 석굴암 조성에 조각가로도 참여하였다.
그는 범아메리카 대륙 국가와 유럽 국가에서도 갤러리 개인전을 가지다가 이후 1971년에 스웨덴으로 건너갔으며 이후 스웨덴, 덴마크, 미국, 노르웨이 등에서 개인전 및 초대전에 참여하는 등 활발한 활동을 하였다. 1973년 대한민국 국적과 아일랜드 영구거주권을 모두 포기와 동시에 스웨덴 시민권을 취득한 그는 1972년부터 1981년까지 스웨덴 스톡홀름 대학교 동양학부 전임강사를 지냈다. 1988년 대한민국 서울로 귀환했으나 여전히 스웨덴 시민권자 신분을 유지했고 1997년 7월 17일 위암에 걸려 타계할 때까지 대한민국에 거주하였다.

## 작품 세계

### 초기
1945년부터 1971년까지는 스웨덴으로 떠나기 전까지 기간으로 다양한 방식의 작품을 선보였다. 1950년대 후반부터 기존의 화단의 화풍과 대비되는 현대미술을 선보였다. 이는 탈전통 탈쟝르의 새로운 움직임이었다. 그는 불교적, 동양적 사고를 서양화적 재료를 사용하여 표현하려는 실험적인 모습도 보였고 추상표현주의적인 서양화를 통하여 당시 현대미술운동의 새로운 방향을 찾으려고도 하였다. 또한 조각가로서도 활동을 하였고 서울 보문사 석굴암 조성에 참여하고 '보문사석굴암조성기'를 집필하여 조성과정을 사진과 글로서 기록하였다.

### 중기
1971년부터 1988년까지는 스웨덴으로 건너가 작품활동을 한 기간으로 모필을 사용하여 불교적 동양정신과 인간과 자연에 대한 사랑, 동물, 식물, 산 등 자연에 대한 회귀, 고국에 대한 그리움을 보여주는 작품을 출품하여 유럽 화단에 관심을 받고 특히 스웨덴에서 명성을 얻었다.

### 후기
1988년부터 1997년까지는 대한민국으로 귀환하여 타계할 때까지의 기간으로 고국의 자연 풍광, 동물, 식물을 소재로 하여 서양화적인 기법으로 불교, 동양적인 정신을 그려내었다. 구상, 반구상, 추상을 넘나들며 원초적인 감성을 화폭에 담으려고 노력하였다.